# Pathognomonisch
Als pathognomonisch (altgriechisch παθογνωμονικός pathognomonikós, deutsch ‚eine bestimmte Krankheit kennzeichnend‘ oder auch pathognostisch, von altgriechisch πάθος pathos, deutsch ‚Krankheit‘ und altgriechisch γνῶσις gnō̂sis, deutsch ‚Wissen, Erkenntnis‘) bezeichnet man in der Medizin ein Symptom, das bereits für sich alleine genommen hinreichend für eine sichere Diagnosestellung ist, da es nur bei jeweils einer ganz bestimmten Krankheit auftritt.

## Beispiele
- Die Ausscheidung von Bence-Jones-Proteinen beim Plasmozytom.
- Die mikroskopisch sichtbaren Auer-Stäbchen sind pathognomonisch für die akute myeloische Leukämie (AML).
- Der Kayser-Fleischer-Kornealring ist pathognomonisch bei der Diagnose von Morbus Wilson (Kupferspeicherkrankheit), wobei allerdings nicht jeder Patient dieses Symptom ausprägt.
- Das Schmerzen der Lymphknoten nach Alkoholkonsum beim Hodgkin-Lymphom.